# Hans Baldung
Hans Baldung, també conegut com a Grien o Grün (1484 o 1485, Schwäbisch Gmünd - setembre de 1545 a Estrasburg), va ser un pintor alemany del renaixement, il·lustrador i gravador deixeble de Albrecht Dürer, tot i que va conformar un estil molt diferent i personal. Va realitzar nombrosos pintures en fusta i dissenys de vidrieres. Va passar molt de temps de la seva vida a Estrasburg i a Friburg de Brisgòvia, lloc on té una gran part de la seva obra (Augustinermuseum). Ocasionalment va produir retrats; l'únic signat que es coneix és al Museu Thyssen-Bornemisza de Madrid.

## Biografia
Hans Baldung neix a la ciutat de Schwäbisch Gmünd a Suàbia, Sacre Imperi, fill d'un advocat. El sobrenom «Grien» («verd» en alemany) pot ser degut a un vestit habitual seu. Cap a 1504 ingressa com aprenent al taller de Dürer, igual que Hans Schaüfelein. En aquesta època produeix alguns gravats, encara sota l'estil del seu mestre, el que en part s'explica per la necessitat de produir obres amb un estil homogeni.
Cap a 1507, Baldung s'independitza i comença a manifestar un estil propi. Els seus temes principals són escenes religioses i al·legories, en general d'expressivitat molt crispada i estètica extravagant. Són famoses les seves escenes de Venus i altres figures femenines nues, assetjades per esquelets i criatures diabòliques (Les tres edats i la mort, Museu del Prado).